# Germanus von Girona
Germanus (auch Germanus von Girona oder Gesmanus benannt, wirksam Anfang des 4. Jahrhunderts (Diokletianische Christenverfolgungen)) war ein Märtyrer der Römisch-katholischen Kirche aus Girona. Germanus ist identisch mit dem Märtyrer Gesmanus von Castelló d’Empúries. Germanus wird in der katholischen Kirche am 8. Juni verehrt.

## Leben und Werk
Germanus war der Überlieferung nach mit Scicius, auch Sicius genannt, Paulinus und Justus einer von vier Märtyrern, die Opfer der diokletianischen Christenverfolgung in Girona wurden. Sie führten den Beinamen „Gesteinigte“ (lateinisch: „Lapicidae“). Es sind allerdings nur gefälschte Heiligenakten überliefert, in denen das Leiden der vier gekrönten Märtyrer geschildert wird. Deshalb kann selbst der Beiname „Lapicidae“ nicht als gesichert gelten. Ihre Reliquien befanden sich in einer der Heiligen Maria geweihten Kirche außerhalb der Stadt Girona. Auf Weisung Karls des Großen wurden ihre Reliquien in die Kathedrale von Girona und um 1200 in die eigens für sie erbaute Kapelle der heiligen Märtyrer innerhalb der Kathedrale verbracht.